# 小行星9582
小行星9582是一颗围绕太阳公转的小行星。1990年3月3日，天文学家亨利·德波鸿诺在拉西拉天文台发现了此天体。
这颗小行星的绝对星等为177.7911146282226等。